# Rhamphiophis rostratus
Rhamphiophis rostratus (лат.) — вид змей из семейства Psammophiidae, обитающий в Восточной Африке. Ранее считалась подвидом Rhamphiophis oxyrhynchus.

## Внешний вид

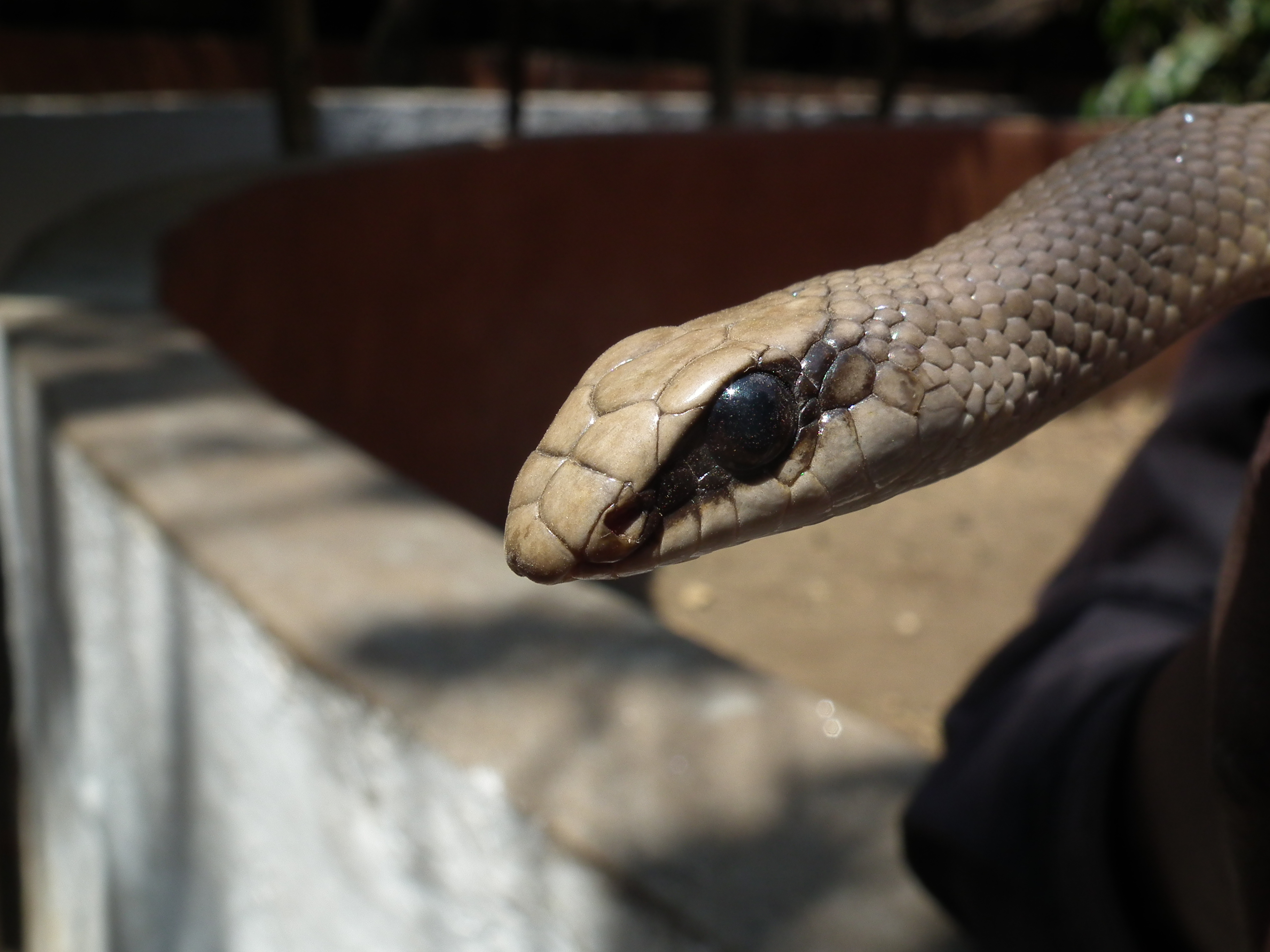
Голова крупным планом

Общая длина в среднем 0,8—1,2 м. Иногда встречаются особи длиной до 1,6 м. Голова короткая, закруглённая, слабо отделена от туловища, с загнутым вниз очень мощным и вытянутым ростральным щитком. Глага крупные, золотистые или красно-коричневые, с круглыми зрачками. Туловище сильное, крепкое, покрыто гладкими чешуями. Окраска очень разнообразна: серая, розовая, коричневая, оранжевая или белая. У тёмных особей чешуя ближе к хвосту имеет светлый центр, окаймлённый более тёмным кольцом, образующим сетчатый рисунок. Через глаз проходит тёмная горизонтальная полоса. Низ тела от белого до жёлтого. Молодые особи до 60—70 см длиной с большим количеством красно-коричневых пятен.

## Распространение
Обитает от Ботсваны, Зимбабве и северной части ЮАР до Эфиопии, Южного Судана, и Сомали. Вероятно также обитает в Джибути.

## Образ жизни
Населяет полупустыни, сухие и влажные саванны, прибрежные заросли и редколесья на высоте 200—1700 м над уровнем моря. Активен днём, но ведёт скрытный образ жизни. Большую часть времени проводит в  длинных норах или покинутых термитниках, поджидая добычу. Передвигаясь, делает периодические остановки, поднимая голову и оглядываясь по сторонам. Питается ящерицами, змеями, грызунами, земноводными, иногда жуками. В случае опасности старается убежать, но, если это не удаётся, поднимает голову и начинает плющить шею, имитируя капюшон кобр.

## Размножение
Это яйцекладущая змея. Самка откладывает 4—18 яиц длиной 3,5 и шириной 2 см. Вылупившиеся детёныши достигают длины 25—32 см.